# A kilátóterasz
A kilátóterasz (eredeti cím: La Jetée) 1962-ben bemutatott fekete-fehér sci-fi rövidfilm, amelyet Chris Marker írt és rendezett. 
Terry Gilliam 1995-ös 12 majom című filmje Marker alkotásán alapul.

## A filmcím eredete
La Jetée franciául kikötőgátat, mólót jelent, de a jelentése itt terminál, mint a repülőtéri terminál.

## A film cselekménye
|  | Alább a cselekmény részletei következnek! |

A 3. világháború következményeként lerombolt Párizsban a túlélők a Palais de Chaillot galéria alá kényszerültek. A túlélők kifejlesztették az időutazást annak reményében, hogy visszaállíthatják a háború előtti állapotokat a jelenben. Akit visszaküldtek – egy férfit – rab volt, akinek homályos emlékei voltak egy nőről, akit az orlyi reptéren látott, amint erőszakoskodnak vele. Újra és újra visszaküldték az időben, és ő újra és újra beszélt azzal a nővel, akiről az emlékei szólnak. A múltban tett látogatása sikeres volt, így a tudósok megkísérelték a jövőbe küldeni a férfit. Miután visszatért a jelenbe, halálra ítélték, de ő azt kérte, hogy hadd menjen vissza gyermekkora Orlyjába. Visszatért, és átélte azt, ami emlékeiben élt: ahogyan a reptéren megöltek egy férfit, aki egy nővel volt. Rájött, hogy saját magát látta felnőttként meghalni.
|  | Itt a vége a cselekmény részletezésének! |

## Szereplők
- Jean Négroni – Narrátor (hang)
- Hélène Chatelain – a nő
- Davos Hanich – a férfi
- Jacques Ledoux – kísérletező
- André Heinrich
- Jacques Branchu
- Pierre Joffroy
- Étienne Becker
- Philbert von Lifchitz
- Ligia Branice
- Janine Klein
- William Klein
- Germano Faccetti